# .amsterdam
.amsterdam is een achtervoegsel voor Amsterdamse domeinnamen. .amsterdam-domeinnamen worden uitgegeven door dotAmsterdam B.V. in opdracht van de Gemeente Amsterdam. Op 22 december 2014 vond de 'delegation' plaats en was .amsterdam een feit. Op 23 december kwam het eerste .amsterdam-domein online. Vanaf 28 april 2015 om 14.00 uur konden domeinnamen in fases aangevraagd worden:
- Vanaf 28 april 2015 konden geregistreerde en gevalideerde merken hun domeinnaam aanvragen ("Sunrise"-fase)
- Vanaf 1 juni 2015 kon iedereen een domeinnaam aanvragen, met een "voorkeursbehandeling" voor Amsterdamse ondernemingen en personen ("Landrush"-fase)
- Vanaf 1 september 2015 kon iedereen, zonder specifieke voorrangsregels, een domeinnaam aanvragen ("General Availability"-fase)

## Gebruik
Hoewel .amsterdam zich richt op bedrijven, organisaties en personen in de stad Amsterdam en de metropoolregio Amsterdam, zijn er geen beperkingen aan wie een .amsterdam-domeinnaam kan registreren. Uit onderzoek bleek op 19 mei 2016 dat van de 27.000 geregistreerde domeinnamen er 1450 echt actief waren.